# Crater Lake (Neuseeland)
Als Crater Lake wird der Kratersee des Mount Ruapehu bezeichnet, der sich im Ruapehu District der Region Manawatū-Whanganui auf der Nordinsel von Neuseeland befindet.

## Geographie
Der Krater ist zu Ruhezeiten des aktiven Vulkans ständig mit Wasser gefüllt. Der Level des rund 21,8 Hektar großen und mit einem Volumen von rund 10.000.000 m³ ausgestatteten Sees schwankt um die 2530 m über Meereshöhe. Die Uferlinie des fast kreisrunden Sees beträgt rund 1,78 km. In Nord-Süd-Richtung misst der See rund 580 m und in Ost-West-Richtung rund 480 m.

## Lahar
Der Wasserstand des Sees wird ständig überwacht, denn wenn der natürlich entstandene Damm an der Südseite des Sees, über den der Whangaehu River den See regulär entwässert, bricht, stürzen Schlammmassen über das Flussbett zu Tal und reißen alles mit, was im Wege steht. Diese Lahar genannten Abgänge fanden seit 1945 mehr als ein Dutzend Mal statt.